# 金城镇 (莱州市)
金城镇位于山東省莱州市东北部，镇政府驻於滕家，辖38个行政村，3.8万人口。

## 行政沿革
明朝洪武二年，滕姓由四川迁至並立村，以一柳树园林取名為柳园滕家。1938年，属掖县第五区和招远县。1949年後，属掖县第十二区（后坡区）。1956年底，属掖县朱桥区。1958年8月，成立滕家人民公社。1982年5月，改称新滕人民公社。1984年4月，以境内盛产黄金而更名金城镇。

## 交通
南距青岛机场160公里、潍坊站100公里，西距莱州港10公里，东距烟潍高速公路8公里。

## 物產
位處胶东半岛中部，有海岸线17.5公里，出產扇贝、海参、梭子蟹等。
境内有新城，焦家，红埠的多个金矿，同时也是烟台苹果的重要产地之一。